# Формоза-ду-Риу-Прету
Формоза-ду-Риу-Прету (порт. Formosa do Rio Preto) — муниципалитет в Бразилии, входит в штат Баия. Составная часть мезорегиона Крайний запад штата Баия. Входит в экономико-статистический микрорегион Баррейрас. Население составляет 20 381 человек на 2006 год. Занимает площадь 16 185,171 км². Плотность населения — 1,3 чел./км².
Праздник города — 22 декабря.

## История
Город основан в 1961 году.

## Статистика
- Валовой внутренний продукт на 2003 год составляет 162 526 687,00 реалов (данные: Бразильский институт географии и статистики).
- Валовой внутренний продукт на душу населения на 2003 год составляет 8369,04 реалов (данные: Бразильский институт географии и статистики).
- Индекс развития человеческого потенциала на 2000 год составляет 0,646 (данные: Программа развития ООН).